# Embernagra platensis
Az Embernagra platensis  a madarak osztályának verébalakúak (Passeriformes) rendjébe és a tangarafélék (Thraupidae) családjába tartozó faj.

## Rendszerezése
A fajt Johann Friedrich Gmelin német természettudós írta le 1789-ben, az Emberiza nembe Emberiza platensis néven.

## Alfajai
- Embernagra platensis catamarcana Nores, 1986
- Embernagra platensis gossei C. Chubb, 1918
- Embernagra platensis olivascens d'Orbigny, 1839
- Embernagra platensis platensis (J. F. Gmelin, 1789)[2]

## Előfordulása
Dél-Amerikában, Argentína, Bolívia, Brazília, Paraguay és Uruguay területén honos. Természetes élőhelyei a szubtrópusi és trópusi gyepek és cserjések, mocsarak környékén. Állandó, nem vonuló faj.

## Megjelenése
Testhossza 23 centiméter, testtömege 45-47 gramm.

## Életmódja
Magvakkal és ízeltlábúakkal táplálkozik.

## Természetvédelmi helyzete
Az elterjedési területe rendkívül nagy, egyedszáma pedig stabil. A Természetvédelmi Világszövetség Vörös listáján nem fenyegetett fajként szerepel.